# Ohashi Yoshitaka
Yoshitaka Ohashi (sinh ngày 1 tháng 7 năm 1983) là một cầu thủ bóng đá người Nhật Bản.

## Sự nghiệp câu lạc bộ
Yoshitaka Ohashi đã từng chơi cho Vegalta Sendai, NEC Tokin và AC Nagano Parceiro.